# Vodena para
Vodena para je voda u plinovitom obliku. Para se sastoji od mnogo slobodnih lebdećih molekula vode (H2O).
Vodena para je bezbojan plin. Pri normalnim tlakom od 1,013 bara, voda vrije na 100 °C. Jedan kg vode prelazi u 1,673 m3 vodene pare. To zahtijeva energiju od 2,257 kJ. Vodena para je kao staklenički plin dio atmosfere. Atmosferska vodena para je najučinkovitiji staklenički plin i uzrokuje, da je prosječna temperatura na Zemlji oko 15 °C i što je pogodno za život i razvoj živih bića.
Vodena para ima važnu ulogu u industriji. Zajedno s vodom važan je medij za prijenos topline, električne energije ili čak i za mehanički rad. Vodena je para tijekom prve polovice 19. stoljeća, postala primarna pokretačka snaga industrije i prometa. Tako se 19. stoljeće ponekad naziva i stoljećem pare. I danas se vodena para koristi za pogon turbina za termoelektrane, nuklearne elektrane, a imat će primjenu i u budućnosti.
Vodena para je plinovito stanje vode. Ona može nastati hlapljenjem, isparavanjem vode ili sublimacijom leda. Vodena para je lakša od zraka i zato su prisutne stalno konvekcijske struje u Zemljinoj atmosferi, koji je podižu i stvaraju oblake. Ona je jaki staklenički plin, uz ostale plinove kao što su ugljikov dioksid i metan.

## Svojstva

### Hlapljenje
Kada molekula vode napusti svoju površinu, kaže se da hlapi. Hlapljenje je oblik isparavanja kapljevine koji se odvija na temperaturama nižim od vrelišta. Iako na tim temperaturama prosječna energija molekula kapljevine nije dovoljna za promjenu agregatnog stanja, molekule na slobodnoj površini koje imaju dovoljnu energiju odvajaju se od površine pa kapljevina postepeno isparava. Vodena para koja nastaje od tekuće vode, uzima sa sobom i dio topline, koju nazivamo hlađenje hlapljenjem.
Iznos hlapljenja ovisi o mnogim utjecajima, a u prosjeku je od 750 do 3 000 mm godišnje po kvadratnom metru. Vlažnost zraka određuje količinu vodene pare u atmosferi. Higrometar je uređaj za mjerenje vlažnosti zraka. Apsolutna vlažnost zraka - maksimalna količina vodene pare koju može primiti 1m3 zraka (u gramima)kod neke temperature. Apsolutna vlažnost zraka raste s porastom temperature (-> veće isparavanje). Specifična vlaga zraka jest broj grama vodene pare u 1 kg vlažnog zraka. Relativna vlaga zraka je broj koji pokazuje odnos između količine vodene pare koja stvarno postoji u zraku u nekom trenutku i maksimalne količine vodene pare koju bi taj zrak na toj temperaturi mogao primiti da bi bio zasićen. Apsolutna vlažnost zraka se mijenja od 5 g vodene pare na kubični metar kod 0 ºC, do 30 g na kubični metar pri 30 °C.

### Kondenzacija
Vodena para će se kondenzirati na neku površinu samo ako je površina hladnija od temperature rosišta. Temperatura rosišta je temperatura do koje se vlažan zrak mora hladiti (100% relativne vlage zraka), kod konstantnog tlaka, da počne kondenzacija vode. Kada se vodena para kondenzira, ona donosi i određenu količinu topline, znači da zagrijava površinu na kojoj se kondenzira. U isto vrijeme, vlažni zrak se neznatno hladi. U atmosferi, kondenzacijom vlažnog zraka stvaraju se oblaci i magla, na jezgrama kondenzacije.

### Mjerenje
Od mnogih mjerila za vlažnost zraka, samo se relativna vlažnost može očitati na jednom instrumentu. Instrumenti za mjerenje relativne vlažnosti zraka zovu se vlagomjeri (higrometri). U početku, ali još i danas, u higrometrima se iskorištavalo svojstvo organskih tvari, naročito kose, da se rastežu upijanjem vodene pare. Danas postoje i digitalni higrometri, koji koriste metalne ili keramičke dijelove, a mijenjaju električni otpor ovisno o količini vlage u zraku.
Drugi način određivanja relativne vlažnosti je posrednim putem iz psihrometrijskih mjerenja. Psihrometar je instrument koji se sastoji od dva jednaka termometra. Posudica jednog termometra je omotana platnenom krpicom i ona se namoči destiliranom vodom. Taj se termometar naziva mokri termometar, za razliku od drugog koji se naziva suhi termometar. S krpice mokrog termometra voda hlapi, pa se njemu snizuje temperatura. Što je manja relativna vlažnost zraka, to je i veća razlika temperature između vlažnog i suhog termometra. Poznavajući suhu i mokru temperaturu, iz psihrometrijskih tablica moguće je odrediti relativnu vlažnost zraka, stvarni i ravnotežni tlak pare, te temperaturu rosišta.

### Gustoća vodene pare
Vodena para ima manju gustoću od zraka, a to znači vodena para stvarati uzgon prema gore u zraku.

#### Gustoća vodene pare i zraka
Molekularna masa vode je 18,02 g/mol. Prosječna molekularna masa Zemljine atmosfere je 28,57 g/mol kod standardne temperature i tlaka. Koristeći Avogadrov zakon i jednadžbu stanja idealnih plinova, zrak i vodena para će imati molarni obujam od 22,414 litre.
Kod 0 °C i standardnog tlaka, zrak će imati vrlo malu količinu vodene pare, najviše 4,8 g/m3. Gustoća zraka kod istih uvjeta je najviše 1 293 g/m3.
Kako temperature raste, tako se i količina vodene pare u zraku povećava i zamjenjuje sve više molekule zraka po Avogadrovom zakonu. Povećanje temperature, a time i količine vlage u zraku, povećat će i sile uzgona prema gore, pogotovo iznad 25 °C, što značajno utječe na sisteme ciklona i anticiklona.

### Vodena para i disanje
Kako temperatura raste, tako i molekule vode sve više zamjenjuju ostale molekule zraka, pa i molekule kisika. To može otežati disanje, pogotovo kada je zrak topliji od 35 °C i kada je vlažnost zraka velika, kao u tropskim kišnim šumama ili u prostorijama gdje je slaba ventilacija.

## Vodena para u Zemljinoj atmosferi
Vodena para predstavlja mali dio u Zemljinoj atmosferi, ali ekološki vrlo značajni udio. Koncentracija vodene pare se kreće od tragova iznad pustinja do 4% od atmosfere iznad oceana. Oko 99,13% vodene pare je sadržano u troposferi. Kondenzacijom vodene pare stvaraju se oblaci, snijeg i ostale oborine. Kondenzacijom dolazi i do oslobađanja topline isparavanja, koja ima značajan utjecaj na klimu. Na primjer, toplina isparavanja je izravno odgovorna za snažne tropske oluje i jake grmljavinske oluje.
Vodena para je veoma jaki staklenički plin, zahvaljujući prisutnosti hidroksilne veze (OH), koja jako upija infracrveno zračenje svjetlosnog spektra. Ako dolazi do povećanja temperature, povećat ce se i količina vodene pare u atmosferi, što će dalje povećavati upijanje infracrvenog zračenja. Ali, što se tiče globalnog zatopljenja, još nije poznat utjecaj naoblake s povećanjem temperature.
Vodena para koja padne s oborinama, zamjeni se hlapljenjem vode iz mora, jezera, rijeka i iz biljaka. Kružni ciklus oborina i hlapljenja (hidrološki ciklus) traje približno 9 do 10 dana.

### Radar i vodena para
Vodena para u atmosferi upija mikrovalove i ostale radio valove, pa na taj način slabi signal radara.

### Stvaranje munja
Vodena para igra važnu ulogu u stvaranju munja u atmosferi. Oblaci stvaraju veliku količinu električnog naboja. Kada je mala vlažnost zraka, stvaranje statičkog naboja je lagano i brzo, dok kod velike vlažnosti, malo statičkog naboja se stvara.

### Vanzemaljska vodena para
Sjaj repova kometa dolazi uglavnom od vodene pare. Kada se komete približavaju Suncu, led iz kometa sublimira u vodenu paru, koja reflektira svjetlost sa Sunca. Ako znaju koliko je udaljena od Sunca, astronomi mogu procijeniti količinu vode u kometi. Kod udaljenih i hladnih kometa, sjaj repa upućuje na prisutnost ugljikovog monoksida.
Spektroskopska analiza ekstrasolarnog planeta HD 209458 b, u zviježđu Pegaz, omogućila je prvi dokaz o postojanju vodene pare izvan Sunčevog sustava.

## Vodena para u industriji
Vodena para u industriji proizvodi se u zatvorenoj posudi, to jest u parnome kotlu pod stalnim tlakom. Sam nastanak vodene pare u nekom cilindru se odvija u par koraka. Pod normalnim tlakom voda vrije na 100 °C (373,15 K).

### Vlažna ili mokra para
Grije li se voda pri vrenju u nekom cilindru (na primjer u parnom kotlu), ona će početi isparavati. Isparavanje će biti jače što je snažnije zagrijavanje i što je veća površina vode. U svakom trenutku će više molekula vode prelaziti iz tekućeg u parovito, nego što će se iz parovitog vraćati u tekuće stanje. To isparavanje traje sve dok ne nastupi takozvana dinamička ravnoteža. To je onda kada je broj molekula koje prelaze iz tekućeg u parovito stanje jednak broju molekula koje prelaze iz parovitog u tekuće stanje. U tom je slučaju prostor iznad vode u zatvorenoj posudi zasićen parom pri određenoj temperaturi, jer on ne može primiti više molekula vode. Ta para, koja se nalazi iznad vode, zove se zasićena, mokra ili vlažna para, jer se u njoj nalaze kapljice vode. Vlažna para je bijele boje. 
Smanjimo li obujam zasićene pare, tlak joj se neće povećati, već će jedan dio pare prijeći u tekuće stanje, a tlak će ostati isti. Znači da tlak zasićene pare ne ovisi o obujmu, to jest zasićena para se pri stalnoj temperaturi ne vlada po Boyle-Mariotteovom zakonu. Tlak zasićene pare ovisi samo o temperaturi, koja se zove temperatura zasićenja, i on je to veći što je temperatura viša. 

### Suho zasićena para
Daljnjim zagrijavanjem temperatura se vode neće povisivati sve dok se i posljednja kapljica vode ne ispari. Temperatura vode i pare bit će jednake temperaturi zasićenja, jer se sva dovedena toplina troši na isparavanje. Kad se zagrijavanjem posljednja kapljica vode ispari, nastat će suho zasićena para, koja također ima temperaturu zasićenja za određeni tlak. Suho zasićena para je prozirna i bezbojna i u njoj nema kapljica vode. Suho zasićena para malim ohlađivanjem odnosno povećanjem tlaka počinje kondenzirati, to jest prelaziti u tekuće stanje. 

### Nezasićena ili pregrijana para
Daljnjim zagrijavanjem suho zasićene pare, koja se nalazi u zatvorenoj posudi pod stalnim tlakom temperatura ponovno raste i kod određenog tlaka para će imati temperaturu višu od temperature zasićenja. Takva para zove se nezasićena ili pregrijana para. Naime prostor gdje se nalazi samo suho zasićena para kod stalnog tlaka i stalne temperature mogao bi primiti još pare, pa se ta para i naziva nezasićena. Pregrijana para vlada se kao idealni plin po Boyle-Mariotteovom zakonu. 
Kako pregrijana para ima višu temperaturu od temperature zasićenja, ona se nalazi daleko iznad temperature kondenzacije i ohlađivanjem ne prelazi odmah u vodu. Istom kada pregrijana para ohlađivanjem dođe na temperaturu zasićenja, to jest u stanje suho zasićene pare, daljim se ohlađivanjem kondenzira. Iz tog se razloga u tehnici toplinskih strojeva, koliko god je to moguće, upotrebljava pregrijana para koja je mnogo isplativija od suho zasićene pare.

## Razlika između para i plinova
Para je plinovito tijelo koje se nalazi u stanju blizu kondenzacije tako da je s razmjerno slabim ohlađivanjem ili povećanjem vanjskog tlaka možemo pretvoriti u tekućinu. Plinovi i kod ohlađivanja ostaju i dalje plinovita tijela. Međutim, stroga se granica između plinova i para ipak ne može povući jer se i plinovi ohlađivanjem i sabijanjem mogu prevesti u tekuće stanje.

## Poveznice:
- Voda
- Para
- Parni stroj